# Кадіян Чаплич

герб Кердея

Кадіян Чаплич-Шпановський гербу Кердея — руський шляхтич з роду Чапличів. Зем'янин волинський, прихильник руху різновірців (протестантів) у XVI ст.

## Життєпис
На пописі війська ВКЛ разом з братом Петром 1528 року мали почт з 5-ти коней.
1572 року мав процес з Києво-Печерською лаврою. Під час прибуття з Москви до Великого Князівства Литовського визнавців юдаїстично-раціоналістичної секти Феодосія Косого надав притулок в своїх маєтках одному з його товаришів — Ігнатію, чим викликав обурення князя Андрія Курбського. Його погляди релігійні можна частково уявити на основі листа-відповіді А. Курбського від 21 березня 1575 року на невідомий його лист.
Цікавився поглядами Мартіна Лютера, критикував листи Іоанна Дамаскина, на з'їздах шляхти публічно жартував зі шляхти православної. Серед його нащадків — багато визнавців «братів польських».
Мав синів: Федора (ревного оборонця православ'я) — суддю луцького, Івана — войського луцького, каштеляна київського (або, можливо, також, волинського), Миколу, Григорія.